# 森村あおい
森村 あおい（もりむら あおい）は、日本の女性漫画家。

## 来歴・概要
1990年芳文社まんがホーム「新人4コマまんが展」に『愛ラブ友ラブ』で入選。また、1991年まんがタイムスペシャル「新人4コマまんが展」に沢田良治名義にて『ぽんぽこオフィス』で入選している。以降芳文社、竹書房、双葉社など各社4コマ漫画誌などで執筆していた。
作風としては『きまぐれオフィス』や『いきなりドンちゃん』・『チャコのOL物語』・『おねえさんにまかせなさい』などに代表されるように、どこか抜けている女性の主人公やその周りの人間が仕事場などで引き起こす騒動などを面白おかしく描く作品を得意としていた。単行本は竹書房から合計6冊発行されている。

## 作品リスト
- あんびばライフ（WEEKLY漫画アクションファミリー増刊クレヨンしんちゃん特集号→まんがタウン（双葉社））
- いきなりドンちゃん（まんがライフ（竹書房））単行本全4巻

1. ISBN 9784812450499（1996年4月）
2. ISBN 9784812451472 （1997年9月）
3. ISBN 9784812452684（1998年12月）
4. ISBN 9784812454664（2001年1月）

- おねえさんにまかせなさい（まんがタイムジャンボ（芳文社））
- 気まぐれオフィス（まんがタイムスペシャル/芳文社））単行本は竹書房より全2巻

1. ISBN 9784812454671（2001年1月）
2. ISBN 9784812455708（2001年11月）

- クルシマさん熱視線（まんがくらぶオリジナル（竹書房））
- スリーピース（まんがタイムジャンボ（芳文社））
- そんな若菜の物語（まんがタイムジャンボ（芳文社））
- チャコのOL物語（まんがタウン（双葉社））
- TSUBOMI～つぼみ（まんがタイムジャンボ（芳文社））
- ポリアンヌ学園男子校（まんがタイムジャンボ（芳文社））
- ろじんぐ若葉荘（まんがタイムスペシャル（芳文社））